# Llista de bisbes de Burgos
La llista de bisbes de Burgos inclou els bisbes d'Oca que es van anomenar també de Burgos, i aquells que ho són des de l'establiment oficial de la diòcesi el 1081, que a partir de 1574 seran arquebisbes metropolitans.
| Nom                                                               | Inici                                                             | Fi                                                                | Nota                                                              |
| Entre 1036 i 1082 els bisbes utilitzen també l'antic títol d'Oca. | Entre 1036 i 1082 els bisbes utilitzen també l'antic títol d'Oca. | Entre 1036 i 1082 els bisbes utilitzen també l'antic títol d'Oca. | Entre 1036 i 1082 els bisbes utilitzen també l'antic títol d'Oca. |
| ----------------------------------------------------------------- | ----------------------------------------------------------------- | ----------------------------------------------------------------- | ----------------------------------------------------------------- |
| Julián                                                            | 1027                                                              | 1041                                                              | Primer bisbe que utilitza el títol de la seu de Burgos.           |
| Gómez                                                             | 1042                                                              | 1064                                                              |                                                                   |
| Jimeno I                                                          | 1057                                                              | 1068                                                              |                                                                   |
| Jimeno II                                                         | 1069                                                              | 1082                                                              | També conegut com Simón.                                          |
| El 1081 s'estableix definitivament la diòcesi a Burgos            |                                                                   |                                                                   |                                                                   |
| Gómez                                                             | 1082                                                              | 1097                                                              |                                                                   |
| García Aznárez                                                    | 1097                                                              | 1114                                                              |                                                                   |
| Ramiro                                                            | 1114                                                              | 1116                                                              | El papa no va acceptar la seva elecció.                           |
| Jimeno                                                            | 1119                                                              | 1139                                                              |                                                                   |
| Pedro Domínguez                                                   | 1139                                                              | 1146                                                              |                                                                   |
| Víctor                                                            | 1146                                                              | 1156                                                              |                                                                   |
| Pedro Pérez                                                       | 1156                                                              | 1181                                                              |                                                                   |
| Marino Mathé                                                      | 1181                                                              | 1200                                                              |                                                                   |
| Mateo                                                             | 1200                                                              | 1202                                                              |                                                                   |
| Fernando González                                                 | 1202                                                              | 1205                                                              |                                                                   |
| García Martínez de Contreras                                      | 1206                                                              | 1211                                                              |                                                                   |
| Juan Mathé                                                        | 1211                                                              | 1212                                                              |                                                                   |
| Mauricio                                                          | 1213                                                              | 1238                                                              | Iniciar de l'actual catedral de Burgos.                           |
| Juan Domínguez                                                    | 1240                                                              | 1246                                                              |                                                                   |
| Aparicio Peregrino                                                | 1246                                                              | 1257                                                              |                                                                   |
| Mateo Rinal                                                       | 1257                                                              | 1259                                                              |                                                                   |
| Martín González de Contreras                                      | 1260                                                              | 1267                                                              |                                                                   |
| Juan de Villahoz                                                  | 1268                                                              | 1269                                                              |                                                                   |
| Gonzalo García Gaudiel                                            | 1275                                                              | 1280                                                              |                                                                   |
| Fernando de Covarrubias                                           | 1280                                                              | 1299                                                              |                                                                   |
| Pedro Rodríguez                                                   | 1300                                                              | 1302                                                              |                                                                   |
| Pedro Gutiérrez Quijada                                           | 1303                                                              | 1313                                                              |                                                                   |
| Gonzalo de Hinojosa                                               | 1313                                                              | 1327                                                              |                                                                   |
| García de Torres Sotoscueva                                       | 1327                                                              | 1348                                                              |                                                                   |
| Pedro                                                             | 1348                                                              | 1351                                                              |                                                                   |
| Lope de Fontecha                                                  | 1351                                                              | 1351                                                              |                                                                   |
| Juan Sánchez de Roelas                                            | 1352                                                              | 1360                                                              |                                                                   |
| Juan Lucronio                                                     | 1361                                                              | 1362                                                              |                                                                   |
| Fernando de Vargas                                                | 1362                                                              | 1365                                                              |                                                                   |
| Domingo Fernández de Arroyuelo                                    | 1366                                                              | 1380                                                              |                                                                   |
| Juan García Manrique                                              | 1381                                                              | 1382                                                              |                                                                   |
| Gonzalo Díaz de Mena                                              | 1382                                                              | 1394                                                              |                                                                   |
| Juan de Villacreces                                               | 1394                                                              | 1404                                                              |                                                                   |
| Juan Cabeza de Vaca                                               | 1407                                                              | 1413                                                              |                                                                   |
| Alfonso de Illescas                                               | 1413                                                              | 1414                                                              |                                                                   |
| Pablo de Santa María                                              | 1415                                                              | 1435                                                              |                                                                   |
| Alfonso de Cartagena                                              | 1435                                                              | 1456                                                              |                                                                   |
| Luis de Acuña y Osorio                                            | 1456                                                              | 1495                                                              |                                                                   |
| Pascual de Ampudia                                                | 1496                                                              | 1512                                                              |                                                                   |
| Jaume Serra                                                       | 1512                                                              | 1512                                                              | Va renunciar abans de prendre possessió.                          |
| Juan Rodríguez de Fonseca                                         | 1514                                                              | 1524                                                              |                                                                   |
| Antonio de Rojas                                                  | 1525                                                              | 1526                                                              |                                                                   |
| Íñigo López de Mendoza                                            | 1529                                                              | 1535                                                              |                                                                   |
| Juan Álvarez de Toledo                                            | 1537                                                              | 1550                                                              |                                                                   |
| Francisco de Mendoza y Bobadilla                                  | 1550                                                              | 1566                                                              |                                                                   |
| Francisco Pacheco de Toledo                                       | 1567                                                              | 1574                                                              |                                                                   |
| El 1574 passen a ser arquebisbes de Burgos                        |                                                                   |                                                                   |                                                                   |
| Francisco Pacheco de Toledo                                       | 1574                                                              | 1579                                                              |                                                                   |
| Cristóbal Vela y Acuña                                            | 1580                                                              | 1599                                                              |                                                                   |
| Antonio Zapata y Cisneros                                         | 1600                                                              | 1604                                                              |                                                                   |
| Alonso Manrique                                                   | 1604                                                              | 1612                                                              |                                                                   |
| Fernando de Acevedo y González-Muñoz                              | 1613                                                              | 1629                                                              |                                                                   |
| José González de Villalobos                                       | 1630                                                              | 1631                                                              |                                                                   |
| Fernando de Andrade y Sotomayor                                   | 1631                                                              | 1640                                                              |                                                                   |
| Francisco Manso de Zúñiga                                         | 1641                                                              | 1655                                                              |                                                                   |
| Juan Pérez Delgado                                                | 1657                                                              | 1657                                                              |                                                                   |
| Antonio Payno                                                     | 1658                                                              | 1663                                                              |                                                                   |
| Diego de Tejada y Laguardia                                       | 1663                                                              | 1664                                                              |                                                                   |
| Enrique de Peralta y Cárdenas                                     | 1665                                                              | 1669                                                              |                                                                   |
| Juan de Isla                                                      | 1680                                                              | 1701                                                              |                                                                   |
| Francisco de Borja y Ponce de León                                | 1702                                                              | 1702                                                              | Va morir abans de prendre possessió.                              |
| Fernando Manuel Mejía                                             | 1703                                                              | 1704                                                              |                                                                   |
| Manuel Francisco Navarrete y Ladrón de Guevara                    | 1705                                                              | 1723                                                              |                                                                   |
| Lucas Conejero de Molina                                          | 1724                                                              | 1728                                                              |                                                                   |
| Manuel de Samaniego y Jaca                                        | 1728                                                              | 1741                                                              |                                                                   |
| Diego Felipe de Perea-Nieto y Magdaleno                           | 1741                                                              | 1744                                                              |                                                                   |
| Pedro Agustín de la Cuadra y Achiga                               | 1744                                                              | 1750                                                              |                                                                   |
| Juan Francisco Guilén                                             | 1751                                                              | 1757                                                              |                                                                   |
| Onésimo de Salamanca y Zadívar                                    | 1757                                                              | 1761                                                              |                                                                   |
| Francisco Díaz Santos Bullón                                      | 1761                                                              | 1791                                                              |                                                                   |
| Juan Antonio de los Tueros                                        | 1791                                                              | 1797                                                              |                                                                   |
| Ramón José de Arce                                                | 1797                                                              | 1801                                                              |                                                                   |
| Juan Antonio López Cabrejas                                       | 1801                                                              | 1801                                                              | Renuncia després del seu nomenament.                              |
| Manuel Cid Monroy                                                 | 1802                                                              | 1822                                                              |                                                                   |
| Rafael Vélez y Vélez                                              | 1824                                                              | 1825                                                              |                                                                   |
| Alonso Cañedo Vigil                                               | 1825                                                              | 1829                                                              |                                                                   |
| Joaquín López Sicilia                                             | 1830                                                              | 1832                                                              |                                                                   |
| Ignacio Rives y Mayor                                             | 1832                                                              | 1840                                                              |                                                                   |
| Severo Andriani                                                   | 1845                                                              | 1847                                                              |                                                                   |
| Ramón Montero                                                     | 1848                                                              | 1848                                                              |                                                                   |
| Cirilo de Alameda y Brea                                          | 1849                                                              | 1857                                                              |                                                                   |
| Fernando de la Puente y Primo de Rivera                           | 1857                                                              | 1867                                                              |                                                                   |
| Anastasio Rodrigo Yusto                                           | 1867                                                              | 1882                                                              |                                                                   |
| Saturnino Fernández Castro                                        | 1883                                                              | 1886                                                              |                                                                   |
| Manuel Gómez de Salazar                                           | 1886                                                              | 1893                                                              |                                                                   |
| Gregorio María Aguirre García                                     | 1894                                                              | 1909                                                              |                                                                   |
| Benito López Maura                                                | 1909                                                              | 1912                                                              |                                                                   |
| José Cadena y Eleta                                               | 1913                                                              | 1918                                                              |                                                                   |
| Joan Benlloch i Vivó                                              | 1919                                                              | 1926                                                              |                                                                   |
| Pedro Segura y Sáenz                                              | 1927                                                              | 1928                                                              |                                                                   |
| Manuel Castro Alonso                                              | 1928                                                              | 1944                                                              |                                                                   |
| Luciano Pérez Platero                                             | 1944                                                              | 1963                                                              |                                                                   |
| Segundo García de Sierra y Méndez                                 | 1964                                                              | 1983                                                              |                                                                   |
| Teodoro Cardenal Fernández                                        | 1983                                                              | 1992                                                              |                                                                   |
| Santiago Martínez Acebes                                          | 1992                                                              | 2002                                                              |                                                                   |
| Francisco Gil Hellín                                              | 2002                                                              | 2015                                                              |                                                                   |
| Fidel Herráez Vegas                                               | 2015                                                              | 2020                                                              |                                                                   |
| Mario Iceta Gavicagogeascoa                                       | 2020                                                              | Avui                                                              |                                                                   |